# String Lake Comfort Station
Pour les articles homonymes, voir String.
La String Lake Comfort Station est un bâtiment abritant des toilettes publiques dans le comté de Teton, dans le Wyoming, aux États-Unis. Située au sein du parc national de Grand Teton, elle est elle-même inscrite au Registre national des lieux historiques depuis le 23 avril 1990.